# Colle della Pelouse
Il Colle della Pelouse (2.797 m s.l.m. - Col de Pelouse in francese) è un valico alpino situato sul confine italo-francese.
Si trova nelle Alpi Cozie sullo spartiacque tra la Val di Susa e l'alta Moriana. Il versante italiano ricade nel comune di Bardonecchia (TO), quello francese nel dipartimento della Savoia. Il termine Pelouse é di origine occitana e, in francese, significa prato.

## Descrizione

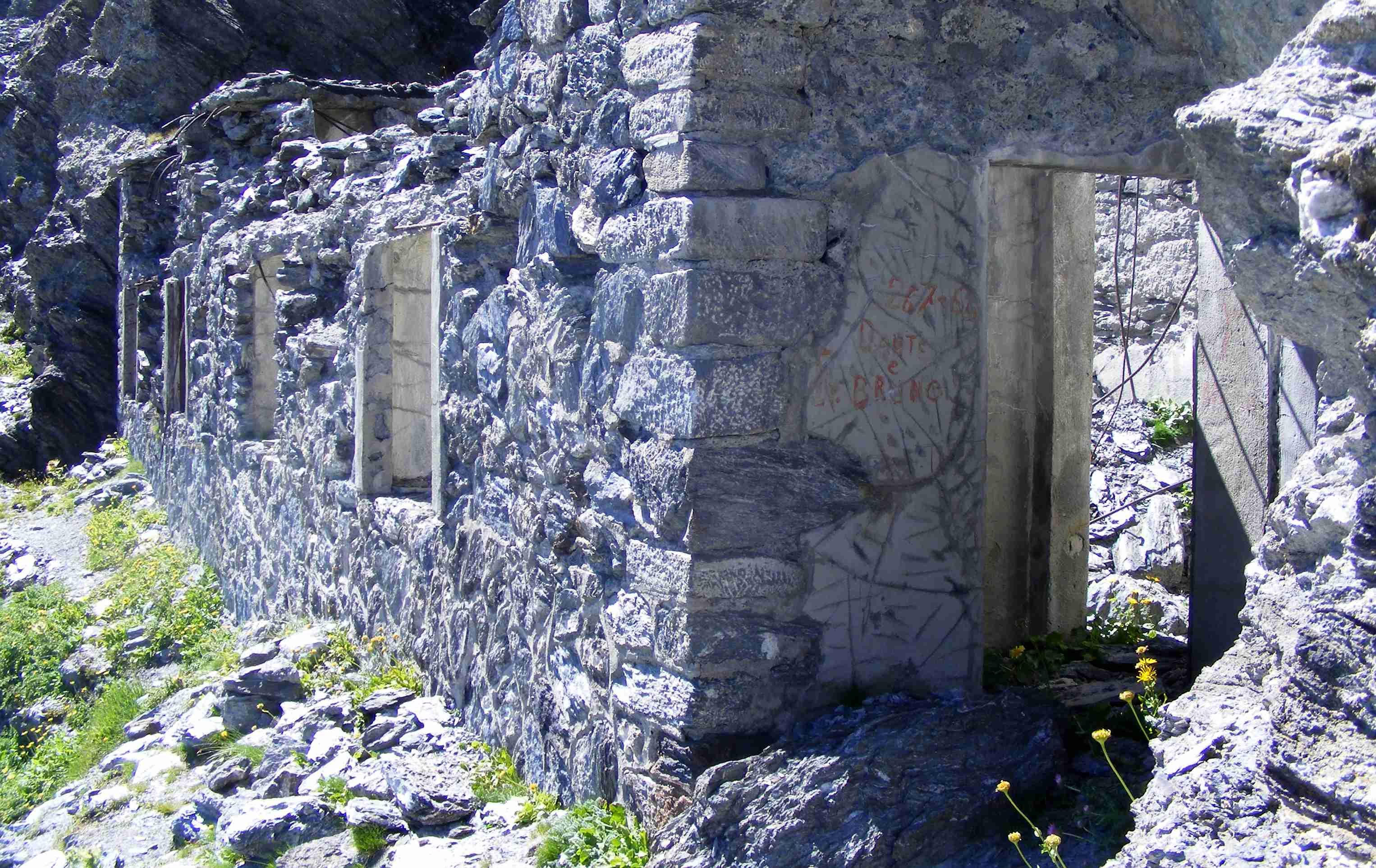
Dettaglio del Bivacco LXIII

Il valico si apre tra la Cima Gardiola (a sud-ovest, 3.140 m) e la Roche du Cloin (a nord-est, 2887 m), una serie di rilievi che lo separano dal Passo Balpore (2.854 m) e dalla Pierre Menue.
Sul lato francese a breve distanza del colle è situato laghetto chiamato Lac de Pelouse, mentre sul lato italiano si trovano, addossati ad una paretina, i ruderi di un ricovero militare (il Bivacco LXIII) che faceva capo al Caposaldo Rochemolles.
Secondo la classificazione orografica SOIUSA il colle separa la Cresta Gran Vallone-Punta del Fréjus  dal Sottogruppo della Pierre Menue, i due sottogruppi che compongono il Gruppo della Pierre Menue.

## Accesso al colle

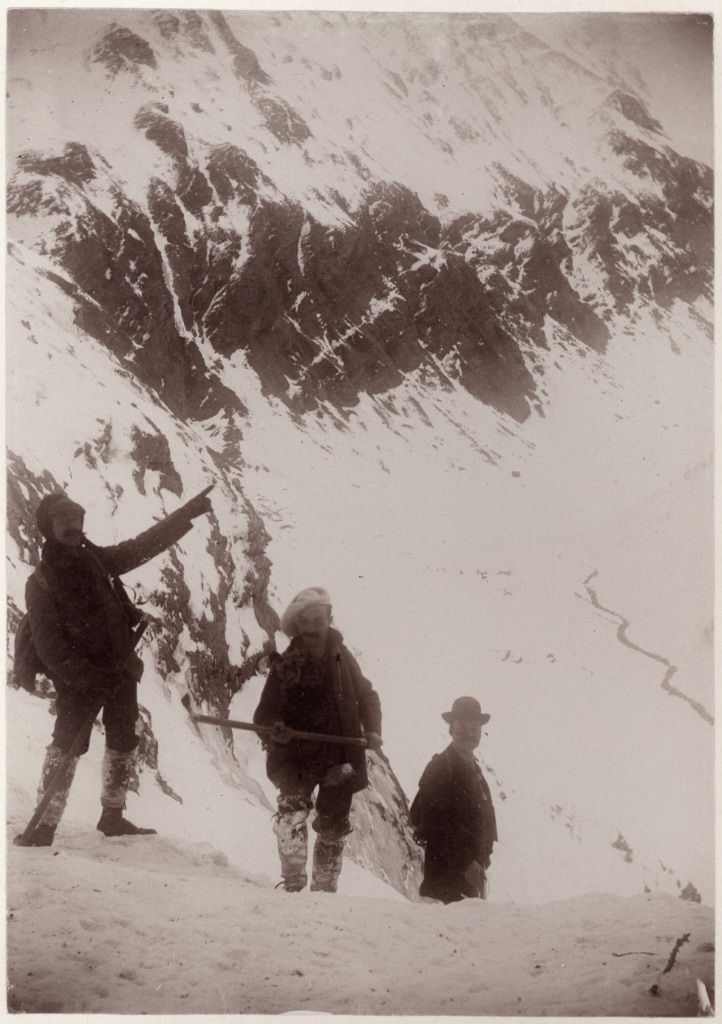
Alpinisti al colle attorno all'inizio del XX secolo

Dal lato italiano il colle è raggiunto da sentiero militare che si stacca dallo sterrato in destra orografica del lago di Rochemolles; sul lato francese il sentiero scende agli Chalet di Vallon; di qui, superato il Pont de St.Anne, si può poi raggiungere la RN6 e il fondovalle.
Dal colle svoltando a sud-ovest per tracce di sentiero su terreno roccioso-detritico è possibile salire alla Cima Gardiora (3.140 m).
Il lato opposto della cresta spartiacque, non difficile fino al Passo Balpore, diventa invece alpinisticamente impegnativo proseguendo verso la Pierre Menue.